# Thomas Cooper (politiker)

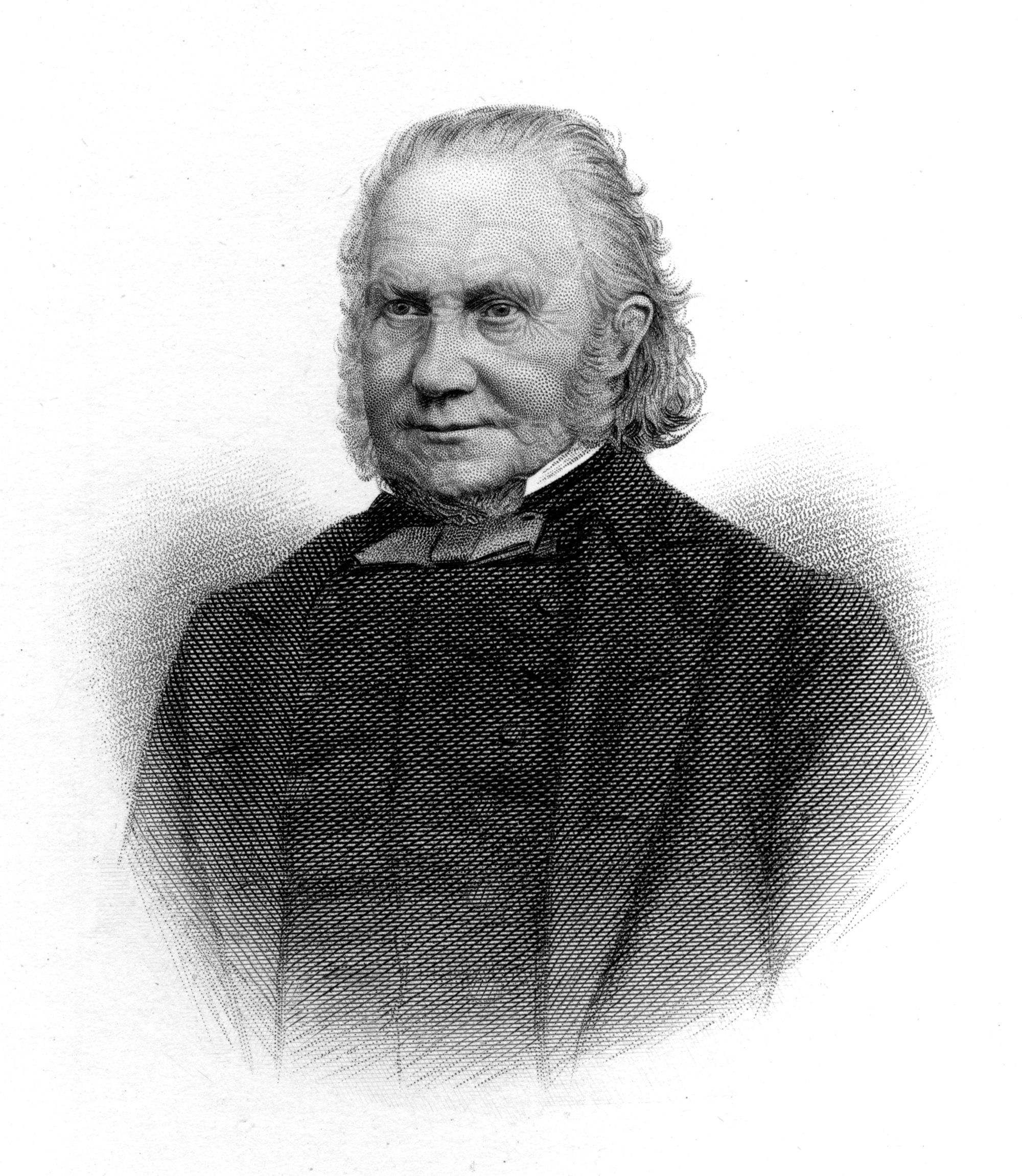
Thomas Cooper.

Thomas Cooper, född den 20 mars 1805, död den 15 juli 1892, var en brittisk politiker, en av ledarna för den engelska chartiströrelsen.
Cooper kom 1820 i lära hos en skomakare, men begagnade sin lediga tid till vidlyftiga självstudier. Från 1829 verkade han även som skollärare och metodistpredikant och var 1836-39 medarbetare i en liberal tidning i Lincoln. 
År 1840 greps han av chartismen, blev medarbetare i dess organ "The Leicestershire Mercury" och gjorde sig under de följande åren gällande som en av rörelsens mest framstående personligheter och såsom en av ledarna för dess ytterlighetsparti. 
Han blev flera gånger ställd inför rätta för sin agitationsverksamhet och dömdes 1843 till två års fängelse. Efter sin frigivning kom han i häftig strid med chartismens dåvarande ledare, Feargus O'Connor, men hans politiska bana var nu slut. 
I fängelset hade han emellertid författat ett stort politiskt epos mot orättvisa och förtryck, The purgatory of suicides, som (delvis genom Disraelis förmedling) utgavs 1845. 
Resten av sitt liv tillbragte Cooper som föreläsare för arbetare, först i utpräglat radikal anda, men, sedan han 1856 plötsligt återgått till kristendomen, i rent religiös riktning. Sin självbiografi utgav han 1872. 
Han skrev även åtskilliga smärre dikter, som förskaffade honom namnet "the chartist poet". Hans Poetical works utkom
1877. Cooper är tydligen förebilden till huvudpersonen i Charles Kingsleys roman "Alton Locke" (1850).